# Jaroslav Brabec (režisér)
Jaroslav Brabec (* 14. červen 1954, Praha) je český filmový a televizní kameraman, režisér, scenárista a vysokoškolský pedagog.

## Biografie
V roce 1979 dokončil studium kamery na FAMU. Následně nastoupil do Filmového studia Barrandov, kde od roku 1983 pracoval i jako režisér. Mezi jeho první kameramanské počiny patřil snímek Fera Feniče Džusový román, se kterým spolupracoval i na filmu Zvláštní bytosti. Se Zdeňkem Troškou natočil Poklad hraběte Chamaré, O princezně Jasněnce a létajícím ševci, Zkouškové období, Andělská tvář nebo Z pekla štěstí 2, s Věrou Chytilovou Kopytem sem, kopytem tam a Mí Pražané mi rozumějí, s Dušanem Kleinem Kdo se bojí, utíká, s Karlem Smyczkem Proč? a Sedm hladových.
Režijně se podílel na vzniku seriálu GEN – Galerie elity národa. V 90. letech režíroval a natočil hororový snímek Krvavý román, thriller Holčičky na život a na smrt (v obou hrála jeho manželka Veronika Freimanová) a drama Kuře melancholik, na kterých se podílel i z výtvarné a scenáristické stránky. Ve filmu PF 77 podle Vlasty Chramostové zpracoval počátky Charty 77. Většinu další produkce vytvořil pro televizi, z této doby lze jmenovat filmy Samota, Zlatá brána, seriál Hraběnky nebo Americké dopisy o životě Antonína Dvořáka. Původně se měl ujmout i filmu na motivy hry Václava Havla Odcházení, který ale nakonec exprezident natočil sám.
Jako divadelní režisér uvedl v roce 2004 v Divadle Pod Palmovkou představení Pravý západ a ve vinohradském divadle Mezi úterým a pátkem (2005).
Je držitelem tří ocenění Český lev za nejlepší kameru za filmy Krvavý román (1993), Kuře melancholik (1999) a Andělská tvář (2002).
Od roku 1987 působí na katedře kamery na FAMU, 2006 se habilitoval a v současné době je profesorem.
Do roku 2008 byl ženatý s herečkou Veronikou Freimanovou, se kterou má dcery Terezu a Markétu. Je biologickým otcem dcery Olgy Menzelové Anny Karolíny.

## Kameramanská filmografie (výběr)
| 1984 | Poklad hraběte Chamaré Džusový román         |
| 1986 | Kdo se bojí, utíká                           |
| 1987 | O princezně Jasněnce a létajícím ševci Proč? |
| 1988 | Kopytem sem, kopytem tam Sedm hladových      |
| 1990 | Zvláštní bytosti Zkouškové období            |
| 1991 | Mí Pražané mi rozumějí                       |
| 1993 | Krvavý román                                 |
| 1995 | Holčičky na život a na smrt                  |
| 1999 | Kuře melancholik                             |
| 2001 | Andělská tvář Z pekla štěstí 2               |

## Režijní filmografie (výběr)
| 1993 | Krvavý román GEN – Galerie elity národa (TV seriál) |  |
| 1995 | Holčičky na život a na smrt GENUS (TV seriál)       |  |
| 1999 | Kuře melancholik                                    |  |
| 2001 | Samota (TV film)                                    |  |
| 2003 | PF 77 (TV film)                                     |  |
| 2004 | Zlatá brána (TV film)                               |  |
| 2006 | Kočky (TV film)                                     |  |
| 2007 | Hraběnky (TV seriál)                                |  |
| 2015 | Americké dopisy (TV film)                           |  |
| 2020 | Zločiny Velké Prahy (TV seriál)                     |  |